# Billionaire Ransom
Billionaire Ransom, também conhecido como Take Down (Brasil: Sequestro na Ilha ) é um filme de suspense britânico dirigido por Jim Gillespie e escrito por Alexander Ignon. As estrelas do filme são Jeremy Sumpter, Phoebe Tonkin, Ed Westwick, Dominic Sherwood, Mark Bonnar e Sebastian Koch. Foi lançado no Kuwait em 5 de maio de 2016 e posteriormente nos Estados Unidos em 19 de agosto de 2016.

## Sinopse
Há um acampamento na Escócia (na ilha de Soay) para adolescentes rebeldes (que têm cerca de 25 anos) de pais super-ricos, onde os adolescentes têm que crescer rápido e cuidar de si mesmos com as próprias mãos. Principalmente depois que o acampamento é feito refém por um grupo de criminosos.

## Elenco
- Jeremy Sumpter como Kyle Hartmann
- Phoebe Tonkin como Amy Tilton
- Sebastian Koch como Bobby Hartmann
- Ashley Walters como Danny Dorsey
- Dominic Sherwood como James Herrick
- Ed Westwick como Billy Speck
- Julia Ragnarsson como Rachel Hennie
- Mark Bonnar como Lawrence Close
- Anna-Louise Plowman como Emily Tilton Scofield
- Elliot Knight como Marsac
- Umar Malik como Fayed
- Thalissa Teixeira como Paloma Nava

## Produção
Em março de 2013, foi anunciado que Jim Gillespie dirigiria um suspense adolescente intitulado Take Down. Em fevereiro de 2014, Jeremy Sumpter, Phoebe Tonkin e Sebastian Koch foram escalados para o filme. Em 14 de maio de 2014, foi relatado que Ed Westwick e Dominic Sherwood haviam se juntado ao elenco do filme.
A fotografia principal começou em 2 de junho de 2014 no Farol South Stack, na ilha de Anglesey, no País de Gales, e na Ilha de Man.

## Trilha sonora
A trilha sonora oficial do filme foi composta e produzida pela banda britânica Hybrid. A trilha sonora foi lançada em 19 de agosto de 2016 por CAS Admin Ltd.
| N.º | Título                   | Duração |  |
| 1.  | "We Can Be Free"         | 3:46    |  |
| 2.  | "Journey to the Island"  | 2:32    |  |
| 3.  | "Carousel"               | 2:09    |  |
| 4.  | "Keiko"                  | 1:42    |  |
| 5.  | "Unemployed"             | 2:29    |  |
| 6.  | "Maxwell's House"        | 3:25    |  |
| 7.  | "Step Master"            | 1:09    |  |
| 8.  | "Heading Out"            | 0:46    |  |
| 9.  | "A Thousand Million"     | 2:06    |  |
| 10. | "Space to Think"         | 2:03    |  |
| 11. | "Climbing Wall"          | 2:12    |  |
| 12. | "Still Waiting"          | 1:21    |  |
| 13. | "Island Attack"          | 4:17    |  |
| 14. | "Croft"                  | 1:41    |  |
| 15. | "Will He Let You Down"   | 0:59    |  |
| 16. | "Last Chance"            | 2:07    |  |
| 17. | "Into the Desert"        | 2:42    |  |
| 18. | "War Paint"              | 1:35    |  |
| 19. | "Drop the Bow"           | 2:14    |  |
| 20. | "Danny's Last Stand"     | 2:00    |  |
| 21. | "We're Not Killers"      | 2:29    |  |
| 22. | "To the Death (Parte 1)" | 3:17    |  |
| 23. | "To the Death (Parte 2)" | 3:43    |  |
| 24. | "It's Over"              | 3:39    |  |
| 25. | "Down to the Wire"       | 4:05    |  |